# صادق صندوقی
صادق صندوقی (زاده ۵ اردیبهشت ۱۳۲۵، همدان – درگذشته ۳۱ مرداد ۱۳۹۷، تهران) یکی از ماندگارترین نام‌ها و پیشکسوت در حوزه تصویرگری کتاب‌های درسی و کتاب‌های کودکان و نوجوانان است. پس از تصویرگری قصه‌های قرآنی به عنوان یک تصویرگر کتاب شناخته شد. یکی از معروف‌ترین کارهای صندوقی، تصویر اصحاب فیل در کتاب‌های درسی بود.
در ششمین دوسالانهٔ تصویرگری در بخش تصویرگری کتاب به عنوان پیشکسوت تصویرگری ایران از وی تجلیل شد. اغلب طرح‌های روی جلد کتاب‌های ترجمه شدهٔ ژول ورن نویسندهٔ مشهور فرانسوی که پس از انقلاب چاپ گردیدند، مزین به نقاشی‌های صندوقی است.

## نگارخانه

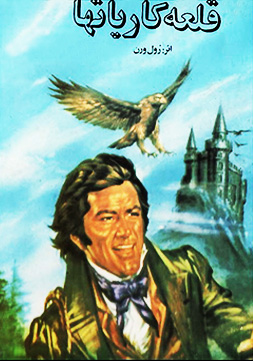

## درگذشت
وی در سن ۷۲ سالگی درگذشت.